# Danh sách thiết bị Windows 10 Mobile
Đây là danh sách tất cả các thiết bị được đi kèm với hệ điều hành Windows 10 Mobile của Microsoft. Danh sách này cũng bao gồm các thiết bị đang chạy hai phiên bản khác của Windows 10 cho thiết bị di động - Windows 10 Mobile Enterprise và Windows 10 IoT Mobile Enterprise. Tất cả các thiết bị dưới đây đều hỗ trợ thẻ SD.
Các bộ vi xử lý được hỗ trợ là Qualcomm Snapdragon 210, 212,  410,  617,  800, 801,  808,  810 và 820 cũng như Rockchip RK3288 và MediaTek MTK6753.

## Các thiết bị

### Điện thoại
| Sản phẩm                 | Ngày ra mắt   | RAM (GB) | Bộ nhớ (GB) | Hiển thị     | Hiển thị       | Hiển thị | Máy ảnh (MP) | Máy ảnh (MP) |
| Sản phẩm                 | Ngày ra mắt   | RAM (GB) | Bộ nhớ (GB) | Độ phân giải | Kích thước (″) | Loại     | Chính        | Trước        |
| ------------------------ | ------------- | -------- | ----------- | ------------ | -------------- | -------- | ------------ | ------------ |
| Acer Liquid M320         | Tháng 2 2016  | 1        | 8           | 854 x 480    | 4,5            | IPS LCD  | 5            | 2            |
| Acer Liquid M330         | Tháng 2 2016  | 1        | 8           | 854 x 480    | 4,5            | IPS LCD  | 5            | 5            |
| Archos Cesium 50         | Tháng 1 2016  | 1        | 8           | 1280 x 720   | 5,0            | IPS LCD  | 8            | 2            |
| Bush Eluma               | Tháng 1 2016  | 1        | 16          | 1280 x 720   | 5,0            | IPS LCD  | 8            | 5            |
| Coship Moly L08          | Tháng 2 2016  | 1        | 8           | 854 x 480    | 5,0            | IPS LCD  | 5            | 2            |
| Coship Moly X5           | Tháng 3 2016  | 1        | 8           | 1280 x 720   | 5,0            | IPS LCD  | 8            | 2            |
| Covia BREEZ X5           | Tháng 4 2016  | 1        | 8           | 1280 x 720   | 5,0            | IPS LCD  | 8            | 2            |
| Diginnos Mobile DG-W10M  | Tháng 12 2015 | 1        | 16          | 1280 x 720   | 5,0            | IPS LCD  | 8            | 2            |
| Freetel Katana 01        | Tháng 12 2015 | 1        | 8           | 854 x 480    | 4,5            | IPS LCD  | 5            | 2            |
| Freetel Katana 02        | Tháng 12 2015 | 2        | 16          | 1280 x 720   | 5,0            | IPS LCD  | 8            | 2            |
| Geanee WPJ40-10          | Tháng 1 2016  | 1        | 8           | 800 x 480    | 4,0            | TN LCD   | 5            | 2            |
| Microsoft Lumia 550      | Tháng 12 2015 | 1        | 8           | 1280 x 720   | 4,7            | IPS LCD  | 5            | 2            |
| Microsoft Lumia 650      | Tháng 2 2016  | 1        | 16          | 1280 x 720   | 5,0            | AMOLED   | 8            | 5            |
| Microsoft Lumia 950      | Tháng 12 2015 | 3        | 32          | 2560 x 1440  | 5,2            | AMOLED   | 20           | 5            |
| Panasonic ToughPad FZ-F1 | Q3 2016       | 2        | 16          | 1280 x 720   | 4,7            | IPS LCD  | 8            | 5            |
| Trinity NuAns Neo        | Tháng 1 2016  | 2        | 16          | 1280 x 720   | 5,0            | IPS LCD  | 13           | 5            |

### Phablet
| Sản phẩm                    | Ngày ra mắt   | CPU            | RAM (GB) | Bộ nhớ (GB) | Hiển thị     | Hiển thị       | Hiển thị | Máy ảnh (MP) | Máy ảnh (MP) |
| Sản phẩm                    | Ngày ra mắt   | CPU            | RAM (GB) | Bộ nhớ (GB) | Độ phân giải | Kích thước (″) | Loại     | Chính        | Trước        |
| --------------------------- | ------------- | -------------- | -------- | ----------- | ------------ | -------------- | -------- | ------------ | ------------ |
| Acer Jade Primo             | Tháng 2 2016  | Snapdragon 808 | 3        | 32          | 1920 x 1080  | 5,5            | AMOLED   | 21           | 8            |
| Alcatel OneTouch Fierce XL  | Tháng 1 2016  | Snapdragon 210 | 2        | 16          | 1280 x 720   | 5,5            | IPS LCD  | 8            | 2            |
| ARP XC01Q                   | Tháng 4 2016  | Snapdragon 410 | 2        | 16          | 1920 x 1080  | 5,5            | IPS LCD  | 13           | 5            |
| Coship Moly X1              | Tháng 1 2016  | Snapdragon 410 | 2        | 16          | 1920 x 1080  | 5,5            | IPS LCD  | 13           | 5            |
| Coship Moly PCPhone W6      | Tháng 4 2016  | Snapdragon 617 | 3        | 32          | 1920 x 1080  | 6,0            | IPS LCD  | 13           | 5            |
| Funker W5.5Pro              | Tháng 2 2016  | Snapdragon 410 | 2        | 16          | 1280 x 720   | 5,5            | IPS LCD  | 13           | 5            |
| HP Elite X3                 | Mùa hè 2016   | Snapdragon 820 | 4        | 64          | 2560 x 1440  | 5,96           | AMOLED   | 16           | 8            |
| Microsoft Lumia 950 XL      | Tháng 12 2015 | Snapdragon 810 | 3        | 32          | 2560 x 1440  | 5,7            | AMOLED   | 20           | 5            |
| Mouse Computer MADOSMA Q601 | Mùa hè 2016   | Snapdragon 617 | 3        | 32          | 1920 x 1080  | 6,0            | AMOLED   | 13           | 5            |
| VAIO Phone Biz              | Tháng 4 2016  | Snapdragon 617 | 3        | 16          | 1920 x 1080  | 5,5            | AMOLED   | 13           | 5            |
| Yamada Denki EveryPhone     | Tháng 12 2015 | Snapdragon 410 | 2        | 32          | 1280 x 720   | 5,5            | IPS LCD  | 13           | 5            |

### Máy tính bảng
| Sản phẩm                   | Ngày ra mắt  | CPU             | RAM (GB) | Bộ nhớ (GB) | Hiển thị     | Hiển thị       | Hiển thị | Máy ảnh (MP) | Máy ảnh (MP) |
| Sản phẩm                   | Ngày ra mắt  | CPU             | RAM (GB) | Bộ nhớ (GB) | Độ phân giải | Kích thước (″) | Loại     | Chính        | Trước        |
| -------------------------- | ------------ | --------------- | -------- | ----------- | ------------ | -------------- | -------- | ------------ | ------------ |
| Alcatel OneTouch Pixi 3(8) | Tháng 3 2016 | Snapdragon 210  | 1        | 8           | 1280 x 800   | 8,0            | IPS LCD  | 5            | 2            |
|                            | Tháng 3 2016 | RockChip RK3288 | 1 2      | 16 32       | 1024 x 768   | 7,85           | IPS LCD  | 5            | 2            |

## Các thiết bị có thể cài đặt ROM
Các thiết bị dưới đây được đi kèm với Android, nhưng có thể cài đặt Windows 10 Mobile qua một bản ROM tùy chọn.
| Sản phẩm        | Ngày ra mắt   | CPU             | RAM (GB) | Bộ nhớ (GB) | Hiển thị     | Hiển thị       | Hiển thị | Máy ảnh (MP) | Máy ảnh (MP) |
| Sản phẩm        | Ngày ra mắt   | CPU             | RAM (GB) | Bộ nhớ (GB) | Độ phân giải | Kích thước (″) | Loại     | Chính        | Trước        |
| --------------- | ------------- | --------------- | -------- | ----------- | ------------ | -------------- | -------- | ------------ | ------------ |
| UMI DIGI        | Tháng 4 2016  | MediaTek MT6753 | 3        | 16          | 1920 x 1080  | 5,5            | LTPS     | 13           | 5            |
| Xiaomi Mi 4 LTE | Tháng 12 2015 | Snapdragon 801  | 3        | 16/64       | 1920 x 1080  | 5,0            | IPS LCD  | 13           | 8            |